# Eduard Baldamus

Eduard Baldamus (1856)

August Carl Eduard Baldamus (* 18. April 1812 in Giersleben; † 30. Oktober 1893 in Wolfenbüttel) war ein deutscher Ornithologe, Lehrer und evangelischer Theologe.

## Leben
Der Vater war der Kantor und Lehrer Johann Friedrich Baldamus. Die Mutter hieß Wilhelmine und war eine geborene Döring. Im Jahr 1826 verstarb der Vater, so dass der junge Gymnasiast Eduard schon früh gezwungen war, sich teilweise selbst um seinen Lebensunterhalt zu kümmern. Er besuchte die Gymnasien in Aschersleben und Köthen und studierte nach dem bestandenen Abitur im Jahre 1833 an der Universität zu Berlin Evangelische Theologie. Während seines letzten Studienjahres bekleidete er die Stelle eines Erziehers und Lehrers im Hause des Grafen Perponcher. Im Jahre 1838 wurde er Lehrer am Gymnasium und der höheren Töchterschule in Köthen. Schließlich wurde er 1849 Pfarrer in Diebzig und 1858 in Osternienburg. 1858 heiratete er Louise Marie Böckel in Magdeburg, 1868 Marte Anna Bäumler in Halle. Nachdem er 1865 eine Auszeit genommen hatte, zog er nach Halle, wo er im Jahr 1868 emeritierte. 1870 folgte der nächste Umzug nach Coburg. Zwei seiner Ehefrauen verstarben. 1893 zog er mit seiner dritten Frau nach Wolfenbüttel, um bei einer seiner Töchter den Lebensabend zu verbringen. Hier starb er schon bald an einem Schlaganfall.

## Baldamus der Ornithologe
Schon in frühester Jugend faszinierte Baldamus die Vogelwelt in Wald und Feld. Da in dieser Zeit der Vogelfang nicht reglementiert war, zählte der Vogelherd zu seinen beliebtesten Forschungsgebieten. Die Leidenschaft für Vögel behielt er auch in seiner Zeit als Theologe. Mit seinem Hobby stand er in guter Tradition mit anderen Theologen wie dem Pfarrer Christian Ludwig Brehm (1787–1864), dem österreichischen Pater Blasius Hanf (1808–1892) und dem bayerischen Pfarrer Andreas Johannes Jäckel (1822–1885). Den größten Einfluss auf seinen ornithologischen Werdegang hatten sicherlich Johann Andreas Naumann (1744–1826) und dessen Söhne Johann Friedrich Naumann (1780–1857) und Carl Andreas Naumann (1786–1854). Die Verbundenheit mit den Naumanns manifestierte sich auch in seinem Artikel Die drei Naumanns. Eine Naturforscherfamilie aus dem Jahre 1866 und seiner Rede bei der Enthüllung des Naumanndenkmals 1880, das bereits 33 Jahre zuvor unter seiner Schirmherrschaft geplant worden war. Diese Rede wurde 1880 im Ornithologischen Centralblatt abgedruckt. Neben seinen theologischen Vorlesungen besuchte er zoologische bei Martin Hinrich Carl Lichtenstein (1780–1857), musikwissenschaftliche bei Professor Adolf Bernhard Marx (1795–1866) und zusätzlich verschiedene philologische Vorlesungen. All diese Ausbildungen unterstützten seine Passion, dem Studium der Vogelkunde.
Ab 1842 unternahm Baldamus zahlreiche ornithologische Reisen und so legte er die Grundlage für eine beachtliche Eiersammlung. Auf Einladung des Erzherzogs Stefan Franz Viktor von Österreich besuchte er 1847 die Untere Donau (Karpatendurchbruch der Donau im Eisernen Tor bis zur Mündung im Schwarzen Meer), welche als Eldorado für Vogelfreunde galt. Fast jährlich unternahm er kleinere und größere Exkursionen. 1867 besuchte er die Alpen des Ober- und Unterengadin. Weitere Reisen führten ihn auf die Nordseeinseln Schleswig-Holsteins, nach Belgien, Nordfrankreich und Norditalien.
Bedingt durch sein Engagement war er mit vielen bekannten Ornithologen seiner Zeit in Kontakt. Neben Brehm und seinen Söhnen zählten Johann Heinrich Blasius (1809–1870) und dessen Söhne Rudolf (1842–1907) und Wilhelm (1845–1912) und Adolph Nehrkorn (1841–1916) zu seinem Freundeskreis. Seine Heimatverbundenheit führte dazu, dass er sowohl die Führung einer Expedition von Baron Johann Wilhelm von Müller (1824–1866) in den Sudan als auch den Verbleib in Paris auf Bitte von Charles Lucien Jules Laurent Bonaparte (1803–1857) dankend ablehnte. 1858 wurde er von der philosophischen Fakultät der Universität Rostock zum Dr. phil. hon. causa ernannt. Vom 4. bis 14. April 1884 fand in Wien der »Erste Internationale Ornithologische Congress« statt, an dem Baldamus teilnahm.
Seine wissenschaftlichen Arbeiten waren in der Tradition Naumanns auf die Avifauna Europas fokussiert und hier konzentrierte er sich vorwiegend auf deren Fortpflanzungsgeschichte und die Oologie. In seiner Spätzeit in Coburg widmete sich Baldamus hauptsächlich der Geflügelzucht. So publizierte er zwischen 1878 und 1881 zwei Bände mit dem Titel Handbuch der Federviehzucht, ein Werk, das sich an Lewis Wrights (1838–1905) Buch The illustrated book of poultry orientierte. 1876 veröffentlichte er Vogelmärchen, ein Buch das 1879 von O. Grimm ins Russische übersetzt wurde. Sein letztes Werk erschien kurz vor seinem Tode im Jahr 1892 unter dem Titel Das Leben der europäischen Kuckucke, eine Vogelart, die ihn zeit seines Lebens faszinierte. Hier galt Baldamus auch international als angesehene Koryphäe.
Neben der Ornithologie lag ihm der Naturschutz am Herzen und so veröffentlichte er 1868 Schützet die Vögel. Auch dieses Werk wurde 1878 von Jules Eissen, und L. Meunier ins Französische übersetzt und erschien unter dem Titel Protégez les oiseaux.
Bei vielen Artikeln anderer Autoren in der Naumannia nahm sich Baldamus die Freiheit, diese mit seinen Erfahrungen in Form von Fußnoten zu kommentieren.

## Naumannia und Deutsche Ornithologen-Gesellschaft
1849 gründete Baldamus die ornithologische Zeitschrift Naumannia, da die von Ludwig Thienemann (1793–1858) veröffentlichte Rhea. Zeitschrift für die gesammte Ornithologie bereits nach zwei Ausgaben eingestellt werden musste. Die Zeitschrift wurde zunächst das erste offizielle Organ der Deutschen Ornithologen-Gesellschaft (DO-G).
Im Jahr 1845 regte Baldamus ein Treffen einiger Mitglieder der Gesellschaft Deutscher Naturforscher und Ärzte in Köthen an, mit dem Ziel, eine Ornithologische Sektion zu etablieren. Zum ersten Treffen erschienen 32 Ornithologen. Dies waren die Vorboten für die Gründung der DO-G. Vom 1. bis 3. Oktober 1850 trafen sich 12 Ornithologen in Leipzig und verabschiedeten die ersten provisorischen Statuten der DO-G. Anwesend waren der u. a. der Inspektor des naturhistorischen Museums Robert Tobias, der Arzt Ernst Schnürpel, der Pastor Heinrich Zander (1800–1876), Rektor Carl Wilhelm Gottfried Paeßler, der Fabrikbesitzer G. Heinrich Kunz, Professor Dr. Johann Friedrich Naumann, der Naturforscher Richard Freiherr Koenig von und zu Warthausen (1830–1911), der Gutsbesitzer Johann Kratzsch (1809–1887), der Lizenziat Friedrich Wilhelm Assmann und Baldamus. Baldamus wurde zum provisorischen Sekretär, Kratzsch zum Rendanten gewählt. Vorbehaltlich der Zustimmung der Abwesenden wurden Naumann, Zander, Eugen Ferdinand von Homeyer (1809–1889), Martin Hinrich Lichtenstein (1780–1857) und Pastor Brehm in den Vorstand gewählt.
Vom 11. bis 15. Juni 1851 wurden in Berlin schließlich die endgültigen Statuten beschlossen. Die DO-G war zu diesem Zeitpunkt die erste ornithologische Gesellschaft überhaupt. Bei diesem Treffen waren unter den Anwesenden dieses Mal u. a. auch Lichtenstein, Chr. L. Brehm, E. von Homeyer, Thienemann, Casimir Graf von Wodzicki (1816–1889), Gustav Hartlaub (1814–1900), Niels Kjærbølling (1806–1871), Jean Louis Cabanis (1816–1906), Theobald Johannes Krüper (1829–1917) und Fürst Bogusław Radziwiłł (1809–1873). Baldamus wurde als Sekretär bestätigt, und zusammen mit Naumann und Cabanis ins Redaktionskomitee gewählt.
Bei der sechsten Versammlung der Gesellschaft im Jahre 1852, die vom 5. bis 9. Juli in Altenburg stattfand, wurde Baldamus zusammen mit Zander und von Homeyer das Ehrendiplom der DO-G überreicht.
Die Naumannia widmete sich vornehmlich der europäischen Avifauna und ihr Schwerpunkt lag in den Bereichen Oologie und Nidologie, Fachgebiete, die vor allem dem Forschungsgebiet ihres Herausgebers Baldamus dienten. Die einseitige Forschungsrichtung widersprach den Vorstellungen Cabanis', Hartlaubs und des Prinzen Maximilian zu Wied-Neuwied (1782–1867). Es führte zu unüberbrückbaren Meinungsverschiedenheiten und schließlich im Jahre 1853 zur Publikation eines Konkurrenzjournals, des Journals für Ornithologie durch Cabanis. Bei der achten Jahresversammlung 1854 in Gotha wurde schließlich das Journal für Ornithologie als zusätzliches zweites Organ der DO-G neben der Naumannia akzeptiert. Cabanis schrieb in seinem Protokoll zum Treffen:

„...obgleich der Eigenthümer der "Naumannia", Hr. Pfarrer Baldamus, beim ersten Erscheinen seiner Zeitschrift, im Jahre 1849, ohne eine Ornithologen-Versammlung zu befragen, mithin lediglich aus eigener Machtvollkommenheit, die Phrase "Organ des deutschen Ornithologen-Vereins" auf das Titelblatt setzte, und 2 Jahre später deren Aufnahme in die "Statuten" der Gesellschaft beantragte.“

Während das Journal für Ornithologie immer populärer unter den Wissenschaftlern wurde, verlor die Naumannia trotz der Versuche Baldamus', seine Zeitschrift zu retten, immer mehr an Bedeutung. Im Jahr 1858 erschien schließlich die letzte Ausgabe der Zeitschrift. Von 1860 bis 1866 waren sowohl Cabanis als auch Baldamus Herausgeber des Journals für Ornithologie. So stand in dieser Zeit auf dem Deckblatt:

„Journal für Ornithologie - Ein Centralorgan für die gesammte Ornithologie. Zugleich als Fortsetzung der Zeitschrift Naumannia“

Der Streit zwischen Cabanis und seinen Anhängern und Baldamus und seinem Lager schwelte weiter, so dass Cabanis im Jahr 1866 einen Aufruf zur Gründung einer zweiten Gesellschaft mit dem Namen "Deutsche ornithologische Gesellschaft" startete. Bei der ersten Sitzung der neuen Gesellschaft war Baldamus zwar anwesend, doch dies nur als Gast. Ein Mitglied bei der Gesellschaft wurde er nicht.
Auch in der alten Gesellschaft schwand sein Rückhalt. Baldamus wurde apathisch und so wurde er 1867 von Dr. Bernard Altum (1824–1900) als Sekretär abgelöst. Nachdem Altum wegen Überlastung nach kurzer Amtszeit den Posten an seinen Schüler Ferdinand Freiherr von Droste zu Hülshoff (1841–1874) übergeben hatte, versuchte dieser, von Baldamus das Vermögen der Gesellschaft einzufordern. Bei der 17. Versammlung in Kassel vom 18. bis 21. Mai 1869 wurde beschlossen, ein letztes Mal an die Ehre Baldamus' zu appellieren. Außerdem wurde auf dieser Versammlung sein Verhalten hinsichtlich eines Denkmals für Naumann kritisiert, eines Projekts, das Baldamus schon im Oktober 1850 angeregt hatte. Trotz aller Kritik hielt er am 6. November 1880 die Festrede zur Errichtung des Naumann-Denkmals im Schlosspark von Köthen.
Es dauerte bis ins Jahr 1876, als sich schließlich beide Gesellschaften wieder vereinigen. Baldamus hatte in der neuen Gesellschaft keine Bedeutung mehr.
Im Jahr 1866 ernannte ihn die British Ornithologists’ Union zum Ehrenmitglied der Gesellschaft.

## Werke

### Jahr 1849
- Ornithologisches aus meinem Reisetagebuche. In: Rhea, Zeitschrift für die gesamte Ornithologie. Nr. 2, 1849, S. 120 (Biodiversity Heritage Library [abgerufen am 7. Oktober 2013]).
- Beiträge zur Naturgeschichte einiger dem S. O. Europa's angehörenden Vögel. In: Naumannia. Band 1, Nr. 1, 1849, S. 28–43 (Biodiversity Heritage Library [abgerufen am 7. Oktober 2013]).
- Zur Literatur der europäischen Ornis. In: Naumannia. Band 1, Nr. 1, 1849, S. 58–69 (Biodiversity Heritage Library [abgerufen am 7. Oktober 2013]).

### Jahr 1850
- Beiträge zur Naturgeschichte einiger dem S. Osten Europa's angehörenden Vögel. In: Naumannia. Band 1, Nr. 2, 1850, S. 70–88 (online [abgerufen am 3. Oktober 2011]).
- Zur Bibliographie der Ornithologie. In: Naumannia. Band 1, Nr. 2, 1850, S. 89–98 (online [abgerufen am 3. Oktober 2011]).
- Naumann's Denkmal. In: Naumannia. Band 1, Nr. 2, 1850, S. 103 (online [abgerufen am 3. Oktober 2011]).
- Nekrologe – Georg Bernhard Hopf/Oscar Brehm. In: Naumannia. Band 1, Nr. 3, 1850, S. 82–84 (online [abgerufen am 3. Oktober 2011]).
- Zum Verzeichnisse der lebenden Ornithologen, Sammler etc. In: Naumannia. Band 1, Nr. 3, 1850, S. 84–86 (online [abgerufen am 3. Oktober 2011]).
- Ornithologen - Versammlung. In: Naumannia. Band 1, Nr. 3, 1850, S. 87–93 (online [abgerufen am 3. Oktober 2011]).
- Naumann's Denkmal. In: Naumannia. Band 1, Nr. 3, 1850, S. 95 (online [abgerufen am 3. Oktober 2011]).

### Jahr 1851
- Auszug aus dem Protokolle der fünften Versammlung deutscher Ornithologen. In: Naumannia. Band 2, Nr. 1, 1851, S. 1–9 (online [abgerufen am 3. Oktober 2011]).
- Beiträge zur Naturgeschichte einiger dem S. O. Europa's angehörenden Vögel. In: Naumannia. Band 1, Nr. 4, 1851, S. 39–47 (online [abgerufen am 3. Oktober 2011]).
- zusammen mit Johann Wilhelm von Müller: Vorläufiges über Epiornis maximus, Is. Géoffroy. In: Naumannia. Band 1, Nr. 4, 1851, S. 48–50, doi:10.5962/bhl.title.49752.
- Die Oologie und die Systematik. Aphorismen. In: Naumannia. Band 1, Nr. 4, 1851, S. 69–74 (online [abgerufen am 3. Oktober 2011]).
- Zur Naturgeschichte der C. Locustella. In: Naumannia. Band 1, Nr. 4, 1851, S. 76–84 (online [abgerufen am 3. Oktober 2011]).
- Auch über das Ei von Circaëtos gallicus. In: Naumannia. Band 1, Nr. 4, 1851, S. 84–85 (online [abgerufen am 3. Oktober 2011]).
- Notizen: Emberiza hortulana, Accentor modularis, Tythis, Hirundo rustica, Hirundo urbica. In: Naumannia. Band 1, Nr. 4, 1851, S. 86–87 (online [abgerufen am 3. Oktober 2011]).
- Verzeichnis der lebenden Ornithologen. In: Naumannia. Band 1, Nr. 4, 1851, S. 88 (online [abgerufen am 3. Oktober 2011]).
- Berichte und Bekanntmachungen. Versammlung der deutschen Ornithologen-Gesellschaft. In: Naumannia. Band 1, Nr. 4, 1851, S. 89 (online [abgerufen am 3. Oktober 2011]).
- Naumann's Denkmal. In: Naumannia. Band 1, Nr. 4, 1851, S. 89 (online [abgerufen am 3. Oktober 2011]).

### Jahr 1852
- Auszug aus dem Protokolle der sechsten Versammlung deutscher Ornithologen. In: Naumannia. Band 2, Nr. 1, 1852, S. 1–19 (online [abgerufen am 3. Oktober 2011]).
- Notiz: Muscic. luctuosa, C. locustella. In: Naumannia. Band 2, Nr. 1, 1852, S. 103 (online [abgerufen am 3. Oktober 2011]).
- Notiz: A. nycticorax. In: Naumannia. Band 2, Nr. 1, 1852, S. 104 (online [abgerufen am 3. Oktober 2011]).
- Naumann's Stiftung. In: Naumannia. Band 2, Nr. 1, 1852, S. 108 (online [abgerufen am 3. Oktober 2011]).
- Beiträge zur Naturgeschichte einiger dem S. O. Europa's angehörenden Vögel. In: Naumannia. Band 2, Nr. 2, 1852, S. 81–87 (online [abgerufen am 3. Oktober 2011]).
- Verzeichniss der Brutvögel der Umgebung Diebzig. In: Naumannia. Band 2, Nr. 3, 1852, S. 55–58 (online [abgerufen am 3. Oktober 2011]).
- Notiz: A. stellaris, Circus cineraceus, C. locustella. In: Naumannia. Band 2, Nr. 3, 1852, S. 85 (online [abgerufen am 3. Oktober 2011]).

### Jahr 1853
- Notiz: Vogelzug im Winter. In: Naumannia. Band 3, 1853, S. 106 (online [abgerufen am 3. Oktober 2011]).
- Auszug aus dem Protokolle der siebten Ornithologen-Versammlung zu Halberstadt. In: Naumannia. Band 3, 1853, S. 113–126 (online [abgerufen am 3. Oktober 2011]).
- Materialien zur Kenntniss der geographischen Verbreitung der Vögel Europas. In: Naumannia. Band 3, 1852, S. 158 (online [abgerufen am 3. Oktober 2011]).
- Notiz: Gesang der Rothdrossel Turdus iliacus. In: Naumannia. Band 3, 1853, S. 226–227 (online [abgerufen am 3. Oktober 2011]).
- Notizen: Seeadler, Zugvögel, Muscicapa atricapilla, Kukkukseier. In: Naumannia. Band 3, 1853, S. 226–227 (online [abgerufen am 3. Oktober 2011]).
- Notiz: Ortolan. In: Naumannia. Band 3, 1853, S. 230 (online [abgerufen am 3. Oktober 2011]).
- Neue Beiträge zur Fortpflanzungsgeschichte des europäischen Kukkuks, Cuculus canorus. In: Naumannia. Band 3, 1853, S. 307–325 (online [abgerufen am 3. Oktober 2011]).
- Notizen: Platypus marilus, Anthus pratensis, Anthus aquaticus, Einfluss des Männchens bei der Wahl des Nistplatzes. In: Naumannia. Band 3, 1853, S. 337–339 (online [abgerufen am 3. Oktober 2011]).
- Literatur-Bericht. In: Naumannia. Band 3, 1853, S. 339–352 (online [abgerufen am 3. Oktober 2011]).
- Beiträge zur Oologie und Nidologie. In: Naumannia. Band 3, 1853, S. 418–445 (online [abgerufen am 3. Oktober 2011]).
- Notiz: Waldschnepfe. In: Naumannia. Band 3, 1853, S. 453–454 (online [abgerufen am 3. Oktober 2011]).
- Nekrolog Dr. Richard Vierthaler. In: Naumannia. Band 3, 1853, S. 456–460 (online [abgerufen am 3. Oktober 2011]).
- Literatur-Nachweise aus dem Gebiet der Ornithologie. In: Naumannia. Band 3, 1853, S. 461–464 (online [abgerufen am 3. Oktober 2011]).

### Jahr 1854
- Bemerkungen und Zusätze. In: Naumannia. Band 4, 1854, S. 24–30 (online [abgerufen am 3. Oktober 2011]).
- Ein neuer? Adler aus Europa. In: Naumannia. Band 4, 1854, S. 106–107 (online [abgerufen am 3. Oktober 2011]).
- Zugnotizen über Cirus cyaneus, Alauda arvensis, Milvus ater, Plectrophanes nivalis. In: Naumannia. Band 4, 1854, S. 107 (online [abgerufen am 3. Oktober 2011]).
- Literatur-Nachweise aus dem Gebiet der Ornithologie. In: Naumannia. Band 4, 1854, S. 109–112 (online [abgerufen am 3. Oktober 2011]).
- Aus einem Briefe an Herrn Graf C. Wodzicki. In: Naumannia. Band 4, 1854, S. 173–174 (online [abgerufen am 3. Oktober 2011]).
- Brutnotizen aus Diebzig. In: Naumannia. Band 4, 1854, S. 204–206 (online [abgerufen am 3. Oktober 2011]).
- Schiessliste de Oberförster von Meyerinck. In: Naumannia. Band 4, 1854, S. 207–208 (online [abgerufen am 3. Oktober 2011]).
- Auszug aus dem Protokolle der achten Versammlung der Deutschen Ornithologen-Gesellschaft zu Gotha. In: Naumannia. Band 4, 1854, S. 219–235 (online [abgerufen am 3. Oktober 2011]).
- Notiz: Kukkuks-Ei in Geflügelhähnchennest. In: Naumannia. Band 4, 1854, S. 400–402 (online [abgerufen am 3. Oktober 2011]).
- Zur Erklärung der Abbildungen der Kukkuseier (Mit Tafel). In: Naumannia. Band 4, 1854, S. 414 (online [abgerufen am 3. Oktober 2011]).
- Literarische Berichte. In: Naumannia. Band 4, 1854, S. 402–412 (online [abgerufen am 3. Oktober 2011]).

### Jahr 1855
- Spiegel als Schutz vor Vögel an Obstbäumen. In: Naumannia. Band 5, 1855, S. 109 (online [abgerufen am 3. Oktober 2011]).
- Motiz: Brutplätze Emb. schoeniclus. In: Naumannia. Band 5, 1855, S. 111–112 (online [abgerufen am 3. Oktober 2011]).
- Literarische Berichte. In: Naumannia. Band 5, 1855, S. 114–117 (online [abgerufen am 3. Oktober 2011]).
- Protokoll der neunten Versammlung der deutschen Ornithologen-Gesellschaft. In: Naumannia. Band 5, 1855, S. 226–246 (online [abgerufen am 3. Oktober 2011]).
- Ornithologische Beobachtungen aus Dr. Richard Vierthaler's Tagebuche einer Reise durch Egypten, Nubien, Dongola und Senaar. In: Naumannia. Band 5, 1855, S. 371–380 (online [abgerufen am 3. Oktober 2011]).
- Notizen: Mergus merganser, Phyllopn. rufa, Ilex quereifolius, Sal. locustella. In: Naumannia. Band 5, 1855, S. 406 (online [abgerufen am 3. Oktober 2011]).
- Notizen: Melanismus. In: Naumannia. Band 5, 1855, S. 412 (online [abgerufen am 3. Oktober 2011]).
- Notizen: Gall. chloropus. In: Naumannia. Band 5, 1855, S. 412 (online [abgerufen am 3. Oktober 2011]).
- Rezension: Die im Regierungsbezirk Schwaben und Neuburg vorkommenden Vögel. Eine ornithologische Skizze von J.F. Leu. Augsburg, 1855, v. Jenisch & Stage. In: Naumannia. Band 5, 1855, S. 423–424 (online [abgerufen am 3. Oktober 2011]).
- Ornithologische Beobachtungen aus Dr. Richard Vierthaler's Tagebuche einer Reise durch Egypten, Nubien, Dongola und Senaar. In: Naumannia. Band 5, 1855, S. 469–479 (online [abgerufen am 3. Oktober 2011]).
- Literarische Berichte. In: Naumannia. Band 5, 1855, S. 519–520 (online [abgerufen am 3. Oktober 2011]).

### Jahr 1856
- Ornithologische Beobachtungen aus Dr. Richard Vierthaler's Tagebuche einer Reise durch Egypten, Nubien, Dongola und Senaar. In: Naumannia. Band 6, 1856, S. 68–76 (online [abgerufen am 3. Oktober 2011]).
- Ornithologische Thesen. In: Naumannia. Band 6, 1856, S. 80 (online [abgerufen am 3. Oktober 2011]).
- Literarische Berichte. In: Naumannia. Band 6, 1856, S. 81–85 (online [abgerufen am 3. Oktober 2011]).
- Literarische Berichte. In: Naumannia. Band 6, 1856, S. 192–193 (online [abgerufen am 3. Oktober 2011]).
- Notizen: Brut Muscicapa atricapilla. In: Naumannia. Band 6, 1856, S. 268 (online [abgerufen am 3. Oktober 2011]).
- Literarische Berichte. In: Naumannia. Band 6, 1856, S. 269–271 (online [abgerufen am 3. Oktober 2011]).
- Protokoll der zehnten Versammlung der Deutschen Ornithologen-Gesellschaft. In: Naumannia. Band 6, 1856, S. 273–382 (online [abgerufen am 3. Oktober 2011]).
- Nekrolog Côme-Damien Degland. In: Naumannia. Band 6, 1856, S. 428–429 (online [abgerufen am 3. Oktober 2011]).

### Jahr 1857
- Ornithologische Notizen. In: Naumannia. Band 7, 1857, S. 85–86 (online [abgerufen am 3. Oktober 2011]).
- Literarische Berichte. In: Naumannia. Band 7, 1857, S. 88–102 (online [abgerufen am 3. Oktober 2011]).
- Zur Abbildung von Lanius Kiek, Vierthaler. In: Naumannia. Band 7, 1857, S. 103–104 (online [abgerufen am 3. Oktober 2011]).
- Ornithologische Beobachtungen aus Dr. Richard Vierthaler's Tagebuche einer Reise durch Egypten, Nubien, Dongola und Senaar. In: Naumannia. Band 7, 1857, S. 105–113 (online [abgerufen am 3. Oktober 2011]).
- Ueber die Präparation der Vogeleier und die Einrichtung von Eiersammlungen. In: Naumannia. Band 7, 1857, S. 128–138 (online [abgerufen am 3. Oktober 2011]).
- Literarische Berichte. In: Naumannia. Band 7, 1857, S. 191–193 (online [abgerufen am 3. Oktober 2011]).
- Protokoll der XI. Versammlung der Deutschen Ornithologen-Gesellschaft zu Rostock vom 15. bis 18. Juni 1857. In: Naumannia. Band 7, 1857, S. 195–221 (online [abgerufen am 3. Oktober 2011]).
- Notiz: Nachtreiher. In: Naumannia. Band 7, 1857, S. 335–336 (online [abgerufen am 3. Oktober 2011]).
- Literarische Berichte. In: Naumannia. Band 7, 1857, S. 336–337 (online [abgerufen am 3. Oktober 2011]).
- Notiz: Bienenfresser im Banat in Süd-Ungarn. In: Naumannia. Band 7, 1857, S. 441–444 (online [abgerufen am 3. Oktober 2011]).
- Literarische Berichte. In: Naumannia. Band 7, 1857, S. 441–444 (online [abgerufen am 3. Oktober 2011]).

### Jahr 1858
- Nachtrag zum Beitrag: Weiteres über die Präparation der Vogeleier und die Einrichtung von Eiersammlungen von Baron Richard König-Warthausen. In: Naumannia. Band 8, 1858, S. 110–111 (online [abgerufen am 3. Oktober 2011]).
- Übersetzung: Zur Fauna der Insel Gottland von W. Newes (aus dem Schwedischen). In: Naumannia. Band 8, 1858, S. 111–121 (online [abgerufen am 3. Oktober 2011]).
- Zur Fortpflanzungsgeschichte der Vögel Europa's. In: Naumannia. Band 8, 1858, S. 122–137 (online [abgerufen am 3. Oktober 2011]).
- Notiz: Kuckucksei im Nest Pratincola rubetra. In: Naumannia. Band 8, 1858, S. 168 (online [abgerufen am 3. Oktober 2011]).
- Notiz: Viele Eier Erythricismen, Upupa epops. In: Naumannia. Band 8, 1858, S. 170 (online [abgerufen am 3. Oktober 2011]).
- Literarische Berichte. In: Naumannia. Band 8, 1858, S. 171–174 (online [abgerufen am 3. Oktober 2011]).
- Protokoll der XII. Versammlung der deutschen Ornithologen-Gesellschaft zu Harzburg, dem Brocken etc. vom 7. bis 10. Juni 1858. In: Naumannia. Band 8, 1858, S. 177–198 (online [abgerufen am 3. Oktober 2011]).
- Einige neue oder weniger bekannte Eier. In: Naumannia. Band 8, 1858, S. 252–253 (online [abgerufen am 3. Oktober 2011]).
- Literarische Berichte. In: Naumannia. Band 8, 1858, S. 270–271 (online [abgerufen am 3. Oktober 2011]).
- Literarische Berichte. In: Naumannia. Band 8, 1858, S. 355–359 (online [abgerufen am 3. Oktober 2011]).
- Zur Naturgeschichte von Bombycilla Garrulus. In: Naumannia. Band 8, 1858, S. 498–504 (online [abgerufen am 3. Oktober 2011]).
- Notiz: Eier von Gänserich und Hausente. In: Naumannia. Band 8, 1858, S. 506 (online [abgerufen am 3. Oktober 2011]).
- Notiz: Storchen-Familie. In: Naumannia. Band 8, 1858, S. 509 (online [abgerufen am 3. Oktober 2011]).
- Literarische Berichte. In: Naumannia. Band 8, 1858, S. 510–511 (online [abgerufen am 3. Oktober 2011]).

### Jahr 1859
- Eine ungarische Reiher-Colonie. (Mit Textbild.). In: Kalender der Natur. 1859, S. 54–58.

### Jahr 1860
- zusammen mit Johann Andreas Naumann, Johann Friedrich Naumann, Johann Heinrich Blasius, Friedrich Sturm: Naturgeschichte der Vögel Deutschlands, nach einigen Erfahrungen entworfen: Durchaus umgearbeit, systematisch geordnet, sehr vermehrt, vervollständigt, und mit getreu nach der Natur eigenhändig gezeichneten und gestochenen Abbildungen aller deutschen Vögel, nebst ihren Hauptverschiedenheiten. Band 13. Gerhard Fleischer, Stuttgart 1860 (online [abgerufen am 3. Oktober 2011]).
- Übersetzung: Bemerkungen über den Einfluss auf die Farben einiger Vögel und Bemerkungen über die Stellung der Mäuservögel von Dr. H. Schlegel (aus dem Holländischen) in Versammlung der Deutschen Ornithologen-Gesellschaft zu Stuttgart vom 17. bis 20. September 1860. C. Hoffmann, Stuttgart 1860.
- »Literarische Berichte« Bemerkungen über Traité général d'oologie ornithologique au point de vue de la classification, par 0. Des Murs. Paris, Fr. Klincksieck 1860. (XIX et 640, in gr. 8°.). In: Journal für Ornithologie. Band 8, 1860, S. 359–367 (online [abgerufen am 3. Oktober 2011]).
- »Literarische Berichte« Anweisung zur Anleitung von Eiersammlungen von Alfred Newton, M. A, etc. In: Journal für Ornithologie. Band 8, 1860, S. 447–459 (online [abgerufen am 3. Oktober 2011]).

### Jahr 1861
- Ornithologische Reiseskizzen vom Jahr 1860. In: Journal für Ornithologie. Band 9, 1861, S. 60–64 (online [abgerufen am 3. Oktober 2011]).
- Ornithologische Reiseskizzen vom Jahr 1860. In: Journal für Ornithologie. Band 9, 1861, S. 148–152 (online [abgerufen am 3. Oktober 2011]).
- Einige Worte über die Schwarz-Kakatu's und über die Paradiesvögel von Dr. H. Schlegel (aus dem Holländischen). In: Journal für Ornithologie. Band 9, 1861, S. 377–387 (online [abgerufen am 3. Oktober 2011]).

### Jahr 1862
- »Literarische Berichte« De Vogels van Nederland. In: Journal für Ornithologie. Band 10, 1862, S. 379–381 (online [abgerufen am 3. Oktober 2011]).

### Jahr 1866
- Enteneier mit Melanismus. In: Zeitschrift für die gesammten Naturwissenschaft. Band 27, 1866, S. 101–102 (online [abgerufen am 3. Oktober 2011]).
- Färbung der Kuckucks-Eier. In: Zeitschrift für die gesammten Naturwissenschaft. Band 27, 1866, S. 185–186 (online [abgerufen am 3. Oktober 2011]).
- Über Kiefer - und Fichtenkreuzschnäbel. In: Zeitschrift für die gesammten Naturwissenschaft. Band 28, 1866, S. 516–517 (online [abgerufen am 3. Oktober 2011]).
- Nahrungsmenge des Goldhähnchens. In: Zeitschrift für die gesammten Naturwissenschaft. Band 28, 1866, S. 523–186 (online [abgerufen am 3. Oktober 2011]).
- Die drei Naumanns. Eine Naturforscherfamilie. In: Daheim. 1866, S. 332–337.

### Jahr 1867
- Brutvögel im Ober- und Unter-Engadin. In: Zeitschrift für die gesammten Naturwissenschaft. Band 30, 1867, S. 99–101 (Online [abgerufen am 3. Oktober 2011]).

### Jahr 1868
- Schützet die Vögel! Die nützlichen und schädlichen Vögel Deutschlands und Europas. Velhagen und Klasing, Bielefeld und Leipzig 1868.
- Philopseus de Bonnelli neu in deutscher Ornis und Regulus flavicapillus. In: Zeitschrift für die gesammten Naturwissenschaft. Band 32, 1866, S. 127–128 (online [abgerufen am 3. Oktober 2011]).

### Jahr 1869
- Einheimische Enten. In: Zeitschrift für die gesammten Naturwissenschaft. Band 33, 1869, S. 151–152.
- Kaliologische und oologische Studien. In: Journal für Ornithologie. Band 17, 1869, S. 403–408 (online [abgerufen am 3. Oktober 2011]).

### Jahr 1870
- Ornithologisches aus meinem Reise-Tagebüchern. In: Journal für Ornithologie. Band 18, 1870, S. 94–118 (online [abgerufen am 3. Oktober 2011]).
- Eine Brutstelle von Branta rufina in Mitteldeutschland. In: Journal für Ornithologie. Band 18, 1870, S. 278–281 (online [abgerufen am 3. Oktober 2011]).
- Ankunftszeit der in Halle und Umgebung heimischen Vögel. In: Zeitschrift für die gesammten Naturwissenschaft. Band 35, 1870, S. 2.
- Über die Zucht einiger ausländischer Vögel. In: Zeitschrift für Acclimatisation. Band 10, 1870, S. 7.

### Jahr 1871
- Briefliches über Serinus pusillus. In: Journal für Ornithologie. Band 19, 1871, S. 229–230 (online [abgerufen am 3. Oktober 2011]).
- Fortgesetzte Zuchten einiger ausländischer Vögel. In: Zeitschrift für Acclimatisation. Band 11, 1871, S. 31.
- Verzeichniss der naturwissenschaftlichen Sammlungen von F. W. Baedeker in Witten, enthaltend Eier und Vögel, exotische Vögel und naturwissenschaftliche Werke. J. Baedeker, Iserlohn 1871.

### Jahr 1876
- Vogelmärchen. G. Schönfeld, Dresden 1876, OCLC 638516213.
- Handbuch der Federviehzucht: Die Federviehzucht als Wirtschaftszweig und als Liebhaberei: Die Hühnervögel. Band 1. G. Schönfeld, Dresden 1876.

### Jahr 1878
- Handbuch der Federviehzucht: Die Tauben und das Wassergeflügel. Band 2. G. Schönfeld, Dresden 1878.

### Jahr 1880
- Der Würzburger Amselprozess und die Amsel. Morgenstern, Frankfurt am Main 1880.
- Über die Entartung der Amsel. In: Ornithologisches Centralblatt. Band 5, 1880, S. 53–54 (online [abgerufen am 3. Oktober 2011]).
- Über die Entartung der Amsel. In: Ornithologisches Centralblatt. Band 5, 1880, S. 75–78 (online [abgerufen am 3. Oktober 2011]).
- Zur Nahrung der Zaungrasmücke. In: Ornithologisches Centralblatt. Band 5, 1880, S. 116–117 (online [abgerufen am 3. Oktober 2011]).
- Rede zur Enthüllung des Naumann Denkmals. In: Ornithologisches Centralblatt. Band 5, 1880, S. 170–171 (online [abgerufen am 29. November 2011]).

### Jahr 1881
- Brüten des Hausrothschwanzes mitten im Winter. In: Ornithologisches Centralblatt. Band 6, 1881, S. 35 (online [abgerufen am 3. Oktober 2011]).
- Handbuch der Federviehzucht: Die Federviehzucht als Wirtschaftszweig und als Liebhaberei: Die Hühnervögel (überarbeitete 2. Ausgabe). Band 1. G. Schönfeld, Dresden 1881.

### Jahr 1882
- Das Hausgeflügel. Beschreibung der Rassen aller Arten des wirthschaftlichen Federviehes nebst Anleitung zur Aufzucht, Pflege, Ernährung und Verwerthung desselben. G. Schönfeld, Dresden 1882.

### Jahr 1884
- Catalog der Nester- und Eiersammlung des Dr. Phil. Eduard A. Baldamus in Coburg. Unbekannt, Coburg 1884.

### Jahr 1886
- Dr. Eduard Baldamus über Pyrrhocorax alpinus (Alpendohle) und Tichodroma muraria (Alpenmauerläufer). In: Mittheilungen des Ornithologischen Vereines in Wien. Band 10, 1886, S. 138–139 (Biodiversity Heritage Library [abgerufen am 7. Oktober 2013]).

### Jahr 1889
- Biologische ornithologische Notizen. In: Monatsschrift des Deutschen Vereins zum Schutze der Vogelwelt. Band 14, 1889, S. 297–301 (online [abgerufen am 3. Oktober 2011]).
- Biologische ornithologische Notizen. In: Monatsschrift des Deutschen Vereins zum Schutze der Vogelwelt. Band 14, 1889, S. 385–391 (online [abgerufen am 3. Oktober 2011]).

### Jahr 1892
- Das Leben der europäischen Kuckucke: nebst Beiträgen zur Lebenskunde der übrigen parasitischen Kuckucke und Stärlinge. Paul Parey, Berlin 1892 (online [abgerufen am 3. Oktober 2011]).